# كلود جونز
كلود جونز (بالإنجليزية: Claude Jones)‏ هو عازف جاز أمريكي، ولد في 11 فبراير 1901 في أوكلاهوما في الولايات المتحدة، وتوفي في 17 يناير 1962 في لوس أنجلوس في الولايات المتحدة.

## وصلات خارجية
- كلود جونز على موقع ميوزك برينز (الإنجليزية)
- كلود جونز على موقع أول ميوزيك (الإنجليزية)
- كلود جونز على موقع ديسكوغز (الإنجليزية)